# Lern- und Gedenkort Charlotte-Taitl-Haus
La Lern- und Gedenkort Charlotte-Taitl-Haus (letteralmente "Luogo di apprendimento e della memoria Casa Charlotte Taitl") è un museo sull'Olocausto di Ried im Innkreis, in Austria, situato all'interno della biblioteca comunale e dedicato alle vittime del nazionalsocialismo e del fascismo nel distretto di Ried im Innkreis.
È un'estensione della mostra storica del museo Innviertler Volkskundehaus. L'iniziativa di questo progetto è partita dall'ARGE Lern- und Gedenkort.

## Descrizione
L'elemento fondante è la pubblicazione Nationalsozialismus im Bezirk Ried im Innkreis. Resistance and Persecution 1938-1945 di Gottfried Gansinger, integrata dalla ricerca dei membri dell'ARGE. Nel maggio 2015 si è tenuta la solenne cerimonia di assegnazione all'edificio in via Roßmarkt n. 29 della denominazione "Charlotte-Taitl-Haus", e nel maggio 2017 la casa è stata inaugurata.

## Allestimento
Charlotte Taitl (nata il 15 maggio 1896 a Thomasroith/Ottnang - morta il 16 ottobre 1944 ad Auschwitz) è una delle 196 vittime note nel distretto di Ried; l'obiettivo era quello di restituire i nomi alle vittime e quindi salvarle dall'oblio.
I dati e le storie della vita di 26 vittime sono raccontati su stele biografiche disposte all'interno. In un riquadro informativo in fondo alla sala sono riportate le informazioni sul nazionalsocialismo e sul distretto di Ried nel periodo precedente e successivo. Dal touch screen si accede ad ulteriori approfondimenti. Inoltre è presente un PC con accesso a Internet per il lavoro di ricerca.
La Charlotte-Taitl-Haus è un luogo di apprendimento, ricerca e memoria, ed è anche una mostra che rende tutti uguali perché le informazioni sono accessibili a chiunque. L'utilizzo delle nuove tecnologie per il reperimento delle informazioni si realizza attraverso racconti storici sotto forma di interviste, documenti audio storici, l'uso della lingua dei segni e testi di facile lettura accessibili tramite codice QR. La casa è adiacente alla Stadtbücherei (biblioteca comunale), dalla quale è possibile accedere gratuitamente alla mostra durante gli orari di apertura. Nella zona di passaggio alcuni pannelli di metallo nero con le date di nascita e di morte delle vittime guidano i visitatori verso l'ingresso. L'ambiente stesso si apre attraverso il ricordo ed è progettato come una sorta di cubo bianco per offrire spazio al ricordo, alla commemorazione, alla riflessione.